# Peter Juratovec
Peter Juratovec, slovenski televizijski režiser, * 26. december 1951, Koper, † 1. avgust 2025, Koper. 
Velja za pionirja televizijske režije v Sloveniji.

## Življenjepis
Poklicno pot je začel leta 1972 kot tonski tehnik na Radiu Koper. Že kmalu je postal avtor radijskih vsebin, v katerih je združeval tehnično spretnost, inovativnost in ljubezen do glasbe. Med letoma 1973 in 1978 je ustvarjal priljubljeno glasbeno oddajo Vročih sto kilovatov, prvo te vrste na območju tedanje Jugoslavije, za katero je leta 1978 prejel tudi prestižno nagrado na vsejugoslovanskem radijskem festivalu na Ohridu. Konec 70. let se je pridružil ekipi Televizije Koper - Capodistria, sprva kot tonski tehnik, pozneje kot realizator in režiser, ki je v slovenski televizijski prostor uvajal nove prijeme in režijske novosti.
Kot televizijski inovator se je uveljavil s kultnima glasbenima oddajama koprske televizije z Dariem Diviacchijem iz 80. let Alta Pressione in Videomix. Ti oddaji je Marcel Štefančič jr. označil za "MTV pred MTV-jem". V njegov režijski opus sodijo številne TV-razvedrilne oddaje: Karaoke, Poletna noč, 3 x 3, Poglej in zadeni, Zoom, Nedeljskih 60, Zdravo, Mario, Spet doma, Pop delavnica, Titanik, Nikoli ob desetih, Mavrica in Moja Slovenija, v katerih je sodeloval z najbolj priljubljenimi televizijskimi voditelji, mdr. z Mišo Molk, Mariom Galuničem, Petrom Polesom in Mojco Mavec, režiral je izbore za evrovizijsko popevko Ema ter glasbena festivala Slovenska popevka in Melodije morja in sonca. V informativnem programu je režiral oddajo Tarča ter volilna soočenja in volilne večere na TV Slovenija med letoma 2004 in 2016. Bil je tudi režiser prenosov številnih državnih proslav in prelomnih državnih dogodkov, kot so odhod zadnjega vojaka iz Slovenije (1991), vstop Slovenije v EU (2004) in vstop Slovenije v schengensko območje (2007).
Živel je med Koprom in Ljubljano. V zakonu s televizijsko voditeljico Tatiano Petrazzi Juratovec sta se mu rodila dva otroka. Bil je dolgoletni življenjski sopotnik novinarke Ilinke Todorovski. 

## Nagrade
- Viktor za posebne dosežke, 2002
- RTV priznanje za posebne dosežke v daljšem časovnem obdobju, 2005
- RTV priznanje za življenjsko delo, 2013